# Tchétchènes aux États-Unis
Les Tchétchènes-Américains sont des Américains d’origine tchétchène. Les Tchétchènes sont originaires de Tchétchénie, un sujet fédéral de la Russie.

## Démographie
Les premiers tchétchènes sont arrivés aux États-Unis dans les années 1950 et 1960. Il s'agit d'un petit groupe minoritaire dont la population ne comptait que quelques centaines de personnes en 2013. Il est difficile d’obtenir des statistiques exactes car les Tchétchènes sont classés comme des Russes dans les rapports sur les demandeurs d’asile. Les quelque 150 familles tchétchènes vivent principalement à Paterson, dans le New Jersey, et font partie de la plus grande communauté nord-caucasienne de cette région. Les autres communautés tchétchènes les plus importantes se trouvent dans les régions de Boston, Washington, DC, New York et Los Angeles.The first Chechen settlers arrived in the U.S. in the 1950s and 1960s. They are a small minority group with a population numbering only several hundred, as of 2013.

## Personnalités tchétchènes
- Ilyas Akhmadov, ministre des Affaires étrangères de la République tchétchène d'Itchkérie.
- Salavdi Gugaev, activiste politique et l'un des premiers immigrants tchétchènes aux États-Unis.
- Khassan Baiev, chirurgien traumatologue.
- Dzhokhar Tsarnaev, terroriste du marathon de Boston.